# Сильвестр, Чарльз
Чарльз Сильвестр (англ. Charles Sylvester, 1774—1828) — химик и изобретатель родом из Шеффилда. Он работал с окраской цинка, отоплением и канализацией общественных зданий, с железнодорожным сцеплением и другими проблемами.

## Биография
Сильвестр родился в 1774 году в Шеффилде, относившемся в то время к Дербиширу. Он женился на Саре Диксон (Sarah Dixon) в 1798 году, за три месяца до рождения сына Джона (John). Сара родила ещё двух мальчиков и трёх девочек, но Джон был единственным мальчиком, дожившим до взрослого возраста.
Сильвестр экспериментировал с покрытием железа и стали цинком. Метод, запатентованный им и двумя другими принимавшими участие лицами, заключался в построении гальванического элемента из элементов, которые надо было покрыть цинком, и затем помещения их в морскую воду.

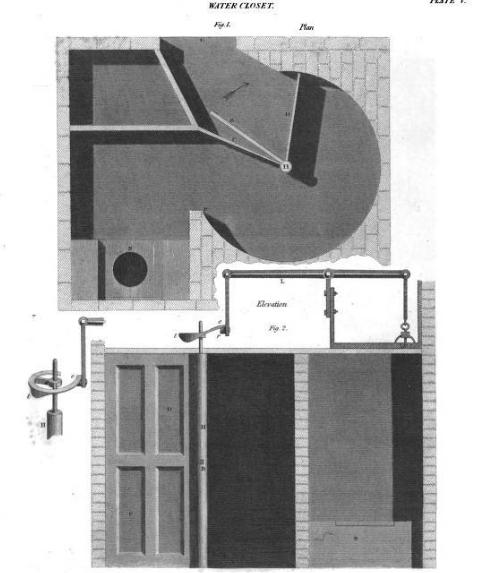
Проект супертуалета, который сам освежает воздух и чистится

В 1807 году Сильвестр переехал в Дерби, где он работал с Уильямом Страттом, строившим Дербскую Королевскую больницу. Сильвестр сыграл важную роль в документировании оригинальной системы отопления для новой больницы. Он опубликовал свои идеи в 1819 году в The Philosophy of Domestic Economy; as exemplified in the mode of Warming, Ventilating, Washing, Drying, & Cooking, . . . in the Derbyshire General Infirmary. Однако книга посвящена Стратту, и Сильвестр осторожно приписывает многие из изобретений Стратту и отмечает, что обогревательные конструкции, установленные в новой больнице, уже были опробованы на домах Стратта и его друзей. Сильвестр задокументировал новые способы обогрева больниц, а также включённые в проект идеи по оздоровлению обстановки, вроде самоочищающегося и самопроветривающегося туалета. Туалеты были снабжены тщательно разработанной дверью, освежавшей воздух и запускавшей систему очистки каждый раз после выхода пользователя.
Сильвестр описывал особенности лазарета, в том числе противопожарные конструкции, прачечную и новое отопления, позволяющее пациентам дышать свежим нагретым воздухом, в то время как застарелый воздух направлялся в центральный купол из стекла и железа. Сильвестр описывал сделанные Страттом успехи по всем трём направлениям, и он воспринял новые идеи и применид их во многих других строительных проектах. Дербская больница считалась лидером в европейской архитектуре и архитектуре, и её для выяснения возможности посещали знатные лица. Наконец, Стратту пятью столь выдающимися участниками, как Джеймс Уатт и Марк Изамбар Брюнель, было предложено стать членом Королевского общества.
Сильвестр и Стратт были членами Философского общества Дерби Эразма Дарвина.
Сильвестр по поручению председателя Ливерпульской и Манчестерской железной дорог производил консультации, и написал отчёт о железных дорогах и локомотивах. Он сравнивал каналы и железные дороги, и отметил, что на железных дорогах увеличение мощности даёт увеличение скорости, а для речных каналов требуемая для увеличения скорости мощность растёт пропорционально квадрату скорости.
Чантри делал бюсты Сильвестра, и один экземпляр из сделанных ими бюстов находится в Музее и художественной галереи Дерби.